# 2,3-dihydropyraan
2,3-dihydropyraan (IUPAC-naam: 3,4-dihydro-2H-pyraan), doorgaans kortweg dihydropyraan genoemd, is een cyclisch enolether. De stof komt voor als een gele onwelriekende vloeistof, die slecht oplosbaar is in water. De verbinding is structureel verwant aan het volledig verzadigde tetrahydropyraan.

## Synthese
2,3-dihydropyraan kan bereid worden door de dehydratie van tetrahydrofurfurylalcohol (THFA) over aluminiumoxide, bij 300 tot 400 °C:

## Reactiviteit
De dubbele binding maakt dat de etherfunctie in de organische synthese vaak wordt gebruikt als beschermende groep van fenolen en alcoholen (2). Deze zuurgekatalyseerde reactie is in principe een evenwichtsreactie, maar wordt door toevoegen van een grote overmaat aan 2,3-dihydropyraan (1) volledig naar de zijde van het reactieproduct (3) verschoven:
De resulterende groep, een tetrahydropyraangroep, is bestand tegen basische omstandigheden, maar wordt bij zure omstandigheden weer omgezet naar het oorspronkelijke alcohol.